# David B. Weishampel
David Bruce Weishampel (* 16. November 1952) ist ein US-amerikanischer Paläontologe, der sich mit Dinosauriern befasst.

## Leben und Wirken
Weishampel studierte Geologie und Paläontologie an der Ohio State University (Bachelor 1975 mit einer Arbeit über einen antarktischen Lystrosaurus) und der University of Toronto (Masterabschluss 1978) und wurde 1981 an der University of Pennsylvania promoviert (The evolution of jaw mechanics in ornithopods). Danach war er an der Rutgers University (1981, Lecturer), der University of Pennsylvania, 1982/83 mit einem NATO Stipendium an der Universität Tübingen (und nochmals 1988 sowie in Warschau), ab 1983 Assistant Professor an der Florida International University und ab 1985 an der Johns Hopkins University. Dort wurde er 1990 Associate Professor und 1996 Professor an der School of Medicine, Abteilung Anatomie und Zellbiologie.
Außer mit Dinosauriern beschäftigte er sich mit Kladistik, Evolutionstheorie und deren Geschichte, sowie mit Biomechanik (zum Beispiel von Kiefern). Mit Peter Dodson und Halszka Osmólska gab er ein Standardwerk über Dinosaurier heraus (The Dinosauria).
Ein besonderer Schwerpunkt der Forschung lag auf Dinosauriern in Europa in der Kreidezeit, zum Beispiel in Rumänien, wo die Dinosaurier auf Inseln Zwergformen entwickelten.
1980 erhielt er den Alfred Sherwood Romer Prize der Society of Vertebrate Paleontology, der für herausragende Arbeiten von Studenten vor der Promotion verliehen wird. 2007 bis 2009 war er Präsident der Jurassic Foundation in Chicago.
Er war einer der Berater von Steven Spielberg für den Film Jurassic Park.

## Schriften (Auswahl)

### Als Autor
Aufsätze
- mit Coralia M. Jianu: The smallest of the largest. A new look at possible dwarfing in sauropod dinosaurs. In: Geologie en Mijnbouw. International Journal of the Royal Geological and Minig Society of the Netherlands. Bd. 78 (1999), Heft 3/4, S. 335–343, ISSN 0923-1110.
- Fossils, phylogeny, and discovery. A cladistic study of the history of tree topologies and ghost lineage durations. In: Journal of Vertebrate Paleontology. Bd. 16 (1996), S. 191–197, ISSN 0272-4634.
- Fossils, function, and phylogeny. In: Jeff Thomason (Hrsg.): Functional Morphology in Vertebrate Paleontology. CUP, Cambridge 1995, ISBN 0-521-44095-5, S. 34–54.
- mit Jack Horner: Life history syndromes, heterochrony, and the evolution of Dinosauria. In: Kenneth Carpenter, John R. Horner, Karl F. Hirsch (Hrsg.): Dinosaur Eggs and Babies. Cambridge University Press, Cambridge 1994, ISBN 0-521-56723-8, S. 229–243.
- Beams and machines. Modeling approaches to analysis of skull form and function. In: James Hanken, Brian K. Hall (Hrsg.): The Skull, Bd. 3: Functional and Evolutionary Mechanisms. University of Chicago Press, Chicago 1993, ISBN 0-226-31571-1, S. 303–344.

Monographien
- mit David Fastovsky: The evolution and extinction of Dinosaurs. 2. Auflage. Cambridge University Press, Cambridge 2004, ISBN 0-521-01046-2.

### Als Herausgeber
- mit Peter Dodson, Halszka Osmólska: The Dinosauria. 2. Auflage. University of California Press, Berkeley, 2004, ISBN 0-520-24209-2. (EA Berkeley 1990) Darin:
  - S. 325–334: Basal Ornithischia (mit David B. Norman und Lawrence M. Witmer),
  - S. 335–342: Basal Thyreophora (mit David B. Norman und Lawrence M. Witmer),
  - S. 363–392: Ankylosauria (mit Teresa Maryańska und Matthew Vickaryous),
  - S. 438–463: Hadrosauridae (mit Jack Horner und Catherine Forster),
  - S. 464–477: Pachycephalosauria (mit Teresa Maryańska und Ralph Chapman),
  - S. 517–606: Dinosaur Distribution (mit Paul M. Barrett und anderen),
- mit David Fastovsky: Dinosauria. A concise natural history. 2. Auflage. Cambridge University Press, Cambridge 2012, ISBN 978-0-520-24209-8. (EA Cambridge 2009)
- mit Nadine M. White: The Dinosaur Papers. 1676–1906. Smithsonian Institution Press, Washington, D.C. 2003, ISBN 1-58834-122-4. (Reprints historischer Aufsätze)